# ثعبان الجرذان
ثعبان الجرذ (بالإنجليزية: Rat snake)‏، ثعبان من عائلة الأحناش ورتبة الحرشفيات، يعيش في الغابات والحقول والمستنقعات ويوجد بكثرة في جنوب شرق كندا ووسط الولايات المتحدة واسمها يشير إلى أنها يقتات بالجرذان إلا أنه يتغذى بأنواع أخرى من القوارض والثدييات الصغيرة والطيور والسحالي وهو بارع في التسلق وخلال الربيع والخريف، في موسم التناسل تضع الأنثى من 5 إلى 30 بيضة. يمتاز بلون أحمر أو بني أو أصفر وله أربع أشرطة داكنة تمتد على طول الجسم وحتى الذيل.